# Discographie de Ferry Corsten
La discographie du DJ et compositeur néerlandais Ferry Corsten (également connu sous différents pseudonymes dont le plus connu est « System F ») est composée de 7 albums studio, 1 album de remix, 5 albums de compilation.

## Albums studio

### En tant que Ferr
- 1996 : Looking Forward

### En tant que System F
- 2001 : Out of the Blue
- 2003 : Together

### En tant que Ferry Corsten
- 2003 : Right of Way
- 2006 : L.E.F.
- 2008 : Twice in a Blue Moon
- 2012 : WKND

## Albums remix
- 2009 : Twice in a Blue Moon Remixed

## Albums compilation
- 2000 Early Works & Remix Projects (également sorti sous le pseudonyme « Kinky Toys »)
- 2002 The Very Best Of Ferry Corsten
- 2004 Best (en tant que « System F, Gouryella et Cyber F »)
- 2005 Best of System F & Gouryella (Part One)
- 2006 Best of System F & Gouryella (Part Two)

## DJ Mixes
- 1999 Live at Innercity
- 1999 Solar Serenades
- 1999 Trance Nation Volume One
- 1999 Trance Nation Volume Two
- 2000 Judge Jules' Judgements Sundays
- 2000 Oslo Central
- 2000 TranceMatch (en tant que « System F vs. Armin »)
- 2000 Trance Nation Volume Three
- 2000 Trance Nation Volume Four
- 2000 Tsunami One
- 2001 Live at Dance Valley 2001
- 2001 Global Trancemissions 01: Amsterdam
- 2001 Trance Nation Volume Five
- 2001 Trancedome 1
- 2002 Global Trancemissions 02: Ibiza
- 2002 Trance Nation Volume Six
- 2002 World Tour Tokyo
- 2003 Kontor Top of the Clubs Vol. 18
- 2003 Mixed Live: Spundae Los Angeles
- 2003 World Tour Washington
- 2004 Dance Valley 2004 Mainstage
- 2004 Infinite Euphoria
- 2005 Creamfields 2005
- 2005 Passport: Kingdom of the Netherlands
- 2006 Exclusive Mix (Mixmag March 2006 Bonus CD)
- 2007 Dance Valley 2007
- 2007 Passport: United States of America
- 2008 Gatecrasher Sheffield - Ferry Corsten
- 2010 Once Upon a Night Vol. 1
- 2010 Once Upon a Night Vol. 2

## Singles
- 1991 Spirit of Adventure (en tant que « Spirit of Adventure »)
- 1992 Illustrator E.P. (en tant que «  The Tellurians » )
- 1992 Sssshhhht EP (en tant que « Zenithal »)
- 1992 Zen (en tant que « Mind To Mind »)
- 1993 Schollevaar Feelings (en tant que « S.O.A. »)
- 1994 Skip Da Dipp (en tant que « Free Inside »)
- 1994 Underground (en tant que « Free Inside »)
- 1995 Dancing Sparks (en tant que « A Jolly Good Fellow »)
- 1994 Your Gun (en tant que « Scum »)
- 1994 Intruders EP(en tant que « Sons of Aiens »)
- 1994 Welcome To Dew. Lokh(en tant que « Sons of Aiens »)
- 1995 In Love EP(en tant que « Sons of Aiens »)
- 1995 Doodlebug (en tant que « Exiter »)
- 1995 Eyes In The Sky (en tant que « Exiter »)
- 1995 Never Felt (This Way) (en tant que « Free Inside »)
- 1995 Trezpazz (en tant que « Exiter »)
- 1995 Joy Factory (en tant que « Alter Native »)
- 1996 I Feel Good (en tant que « Alter Native »)
- 1996 Cyberia (en tant que « Bypass »)
- 1996 Docking (en tant que « Riptide »)
- 1996 Don't Be Afraid (en tant que « Moonman ») - #60 UK
- 1996 Galaxia (en tant que « Moonman ») - #50 UK (2000 release)
- 1996 Gimme Your Love (en tant que « The Nutter »)
- 1996 Intentions (en tant que « Skywalker »)
- 1996 Keep It Going (en tant que « A Jolly Good Fellow »)
- 1996 Killer Beats (en tant que « A Jolly Good Fellow »)
- 1996 Legend (en tant que « Ferr »)
- 1996 Locked On Target (en tant que « The Nutter »)
- 1996 « Lunalife » (en tant que « Lunalife »)
- 1996 Macarony (en tant que « Skywalker »)
- 1996 Marsfire (en tant que « Moonman »)
- 1996 Midnight Moods (en tant que « Ferr »)
- 1996 Mindfuck (en tant que « The Nutter »)
- 1996 Moony (en tant que « Riptide »)
- 1996 My Bass (en tant que « A Jolly Good Fellow »)
- 1996 NightTime Experience (en tant que « Ferr »)
- 1996 Seed (en tant que « Skywalker »)
- 1996 Supernatural (en tant que « Lunalife »)
- 1996 The Rising Sun (en tant que « Raya Shaku »)
- 1996 This Record Is Being Played In Clubs, Discolounges, House- Basement- Or Blockparties (en tant que « Party Cruiser »)
- 1996 Master Blaster Party (en tant que « Blade Racer »)
- 1996 The Show (en tant que «  Discodroids » )
- 1996 What Would You Like Me To Do (en tant que « Fernick »)
- 1996 The Navigator (en tant que « The Tellurians »)
- 1996 Nightflight (en tant que « The Tellurians »)
- 1996 Alasca  (en tant que « Zenithal »)
- 1997 Music Is My Life(en tant que « Mind To Mind »)
- 1997 Love Entry (en tant que « Penetrator »)
- 1997 Outthere (en tant que « Roef »)
- 1997 I'm In Love #26 (en tant que « Starparty »)
- 1997 Interspace (en tant que « Discodroids »)
- 1997 Straight Kickin (en tant que « Energiya »)
- 1997 Tomba Dance (en tant que « Energiya »)
- 1997 Another World (en tant que « Pulp Victim »)
- 1997 Carpe Diem (en tant que « Kinky Toys »)
- 1997 The Warning (en tant que « Alter Native »)
- 1997 Click (en tant que « Riptide »)
- 1997 Cry For Your Love (en tant que « Bypass »)
- 1997 Dissimilation (en tant que « Kinky Toys »)
- 1997 Dope (en tant que « Riptide »)
- 1997 Dreams Last For Long (en tant que « Pulp Victim »)
- 1997 Dreamscape (en tant que « Ferr »)
- 1997 First Light (en tant que « Moonman »)
- 1997 Going Back (en tant que « Riptide »)
- 1997 Hide & Seek (en tant que « Firmly Underground »)
- 1997 Hit 'M Hard (en tant que « Kinky Toys »)
- 1997 I'm Losing Control (en tant que « Pulp Victim »)
- 1997 Iquana (en tant que « Exiter »)
- 1997 Mind Over Matter (en tant que « Pulp Victim »)
- 1997 Mozaiks (en tant que « Firmly Underground »)
- 1997 Reach For The Sky (en tant que « Albion »)
- 1997 Salamander (en tant que « Exiter »)
- 1997 Somewhere Out There (Aliens Are Lurking) (en tant que « Kinky Toys »)
- 1997 Stardust (en tant que « Ferr »)
- 1997 The Lizard (en tant que « Exiter »)
- 1997 The World (en tant que « Pulp Victim »)
- 1997 Transition (en tant que « Ferr »)
- 1998 Air (en tant que « Albion »)
- 1998 Freak Waves (en tant que « Pulp Victim »)
- 1998 Hit The Honeypot (en tant que « Sidewinder »)
- 1998 Mindsensations (en tant que « Sidewinder »)
- 1998 Energy (en tant que « Discodroids »)
- 1998 Here We Go...! (en tant que « Double Dutch »)
- 1998 It Makes Me Move (en tant que « Elektrika »)
- 1998 Whisper (en tant que « Elektrika »)
- 1998 Haus (en tant que « Fernick »)
- 1998 Gouryella #15 (en tant que « Gouryella »)
- 1998 All I Need, All I Want (en tant que « Nixieland »)
- 1998 Volume 1 (en tant que « Selected Worx »)
- 1998 Space Is The Place (en tant que « The Tellurians »)
- 1999 Sinners (en tant que « Project Aurora »)
- 1999 Minddrive (en tant que « Soundcheck »)
- 1999 Danca Alderbaran (en tant que « The Tellurians »)
- 1999 Drafting (en tant que « Veracocha »)
- 1999 Carte Blanche #22 (en tant que « Veracocha »)
- 1999 We Came (en tant que « Vimana »)
- 1999 Dreamtime (en tant que « Vimana »)
- 1999 Walhalla #27 (en tant que « Gouryella »)
- 1999 In Walhalla (en tant que « Gouryella »)
- 1999 Gorella (en tant que « Gouryella »)
- 1999 Don't be Afraid '99 (en tant que « Moonman ») - #41 UK
- 1999 Got2Get2Gether (en tant que « Riptide »)
- 1999 Out of the Blue (en tant que « System F ») - #14 UK
- 2000 Tenshi #45  (en tant que « Gouryella »)
- 2000 Air 2000 (en tant que « Albion ») - #59 UK
- 2000 Cry  (en tant que « System F » avec Robert Smit) - #19 UK
- 2000 Dreams Last For Long (en tant que « Digital Control »)
- 2000 Unplugged, Mixed & Motion (en tant que « System F » avec Robert Smit)
- 2001 Dance Valley Theme 2001 (en tant que « System F »)
- 2001 Exhale (System F avec Armin van Buuren)
- 2001 My Dance (en tant que « Funk Einsatz »)
- 2001 Soul on Soul (« System F » avec Marc Almond)
- 2002 In the Beginning (avec Roger Goode)
- 2002 Moonlight
- 2002 Ligaya (en tant que « Gouryella », Tiësto n'a pas participé)
- 2002 Needle Juice (en tant que « System F »)
- 2002 Pocket Damage (en tant que « Eon »)
- 2002 Punk - #29 UK
- 2002 Solstice (en tant que « System F »)
- 2002 Talk to Me (en tant que « Eon »)
- 2003 Indigo
- 2003 Out of the Blue (deuxième édition de 2003, en tant que « System F »)
- 2003 Rock Your Body Rock - #11 UK (sortie en 2004)
- 2003 Spaceman (en tant que « System F »)
- 2004 Believe the Punk (Bootleg featuring Lange)
- 2004 Everything Goes
- 2004 Ignition, Sequence, Start! (en tant que « System F »)
- 2004 It's Time - #51 UK
- 2004 Midsummer Rain (en tant que « 4x4 »)
- 2004 Right of Way
- 2004 Sweet Sorrow
- 2004 The Love I Lost (en tant que « East West »)
- 2005 Who's Knockin'? (en tant que « FB »)
- 2005 Holding On
- 2005 Pegasus (en tant que « System F »)
- 2005 Reaching Your Soul (en tant que « System F »)
- 2005 Star Traveller
- 2005 Sublime
- 2005 The Midnight Sun (en tant que « Cyber F »)
- 2006 Fire - #40 UK
- 2006 Junk - #38 NL
- 2006 Watch Out - #57 UK
- 2006 Whatever!
- 2007 Beautiful
- 2007 Forever
- 2007 The Race
- 2007 Bring The Noise (en tant que « Public Enemy vs. Ferry Corsten »)
- 2008 Into The Dark
- 2008 Radio Crash
- 2009 Made Of Love
- 2009 We Belong
- 2009 Because The Remix
- 2010 Rendition (Ferry Corsten presents Pulse)
- 2011 Feel It
- 2011 Check It Out
- 2011 Brute (vs. Armin Van Buuren)
- 2011 The Blue Theme (Ferry Corsten Fix) (en tant que « System F vs. Cosmic Gate »)
- 2012 Ain't No Stoppin (featuring Ben Hague)
- 2012 Live Forever (featuring Aruna)

## Pseudonyme
Liste des pseudonymes utilisé par Ferry Corsten.
| - 4x4 - A Jolly Good Fellow - Albion - Bypass - Cyber F - Dance Therapy - Digital Control - Eon - Exiter - Ferr - Firmly Underground - Free Inside | - Funk Einsatz - Kinky Toys - Moonman - Party Cruiser - Ransom - Pulp Victim - Raya Shaku - Sidewinder - System F - The Nutter - Zenithal - Pulse |

## Coproductions
Liste des coproductions avec Robert Smit et d'autres artistes.
| - « Alter Native » (avec Robert Smit) - « Blade Racer » (avec Robert Smit) - « Discodroids » (avec Peter Nijborn) - « Double Dutch » (avec Robert Smit) - « Elektrika » (avec Robert Smit) - Energiya (avec Robert Smit) - FB (avec Benny Benassi) - « Fernick » (avec Nick Kazemian) - Gouryella (avec Tiësto) - « Vimana » (avec Tiësto) - Mind To Mind (avec Piet Bervoets) - « Nixieland » (avec Piet Bervoets) - Penetrator (avec Piet Bervoets) | - Embrace (avec Raz Nitzan) - « Project Aurora » (avec Lucien Foort & Ron Matser) - Roef (avec Robert Smit) - S.O.A (avec Robert Smit & René de Ruyter) - « Scum » (avec Robert Smit) - « Selected Worx » (avec Robert Smit) - Sons of Aliens (avec Robert Smit) - « Soundcheck » (avec Andre van den Bosch) - Spirit of Adventure (avec Robert Smit, John Matze & René de Ruyter) - Starparty (avec Robert Smit) - « The Tellurians » (avec Robert Smit, John Matze & René de Ruyter) - « Veracocha » (avec Vincent De Moor) - Zenithal (avec René de Ruyter) |

## Remixes
- #
  - 2 Brothers On The 4Th Floor - Do You Know? (Dance Therapy Remix)
  - 2 Brothers On The 4Th Floor - I'm Thinkin' Of U (Dance Therapy Remix)
  - 2 Brothers On The 4Th Floor - The Sun Will Be Shining (Dance Threrapy Remix)
  - 2 Brothers On The 4Th Floor - There's A Key (Dance Threrapy Remix)
  - 2 Brothers On The 4Th Floor - Where You're Going To? (Dance Therapy Remix)

- A
  - Albion - Air 2000 (Ferry Corsten's Open Air Remix)
  - Ami Suzuki - Around The World (Ferry Corsten Remix)
  - Ami Suzuki - Fantastic (Ferry Corsten Remix)
  - Apoptygma Berzerk - Kathy's Song (Come Lie Next To Me) (Ferry Corsten Remix)
  - Arkadia - Now (Moonman Remix)
  - Armand van Helden - Witch Doktor (Free Inside Remix)
  - Art of Trance - Madagascar (Ferry Corsten Remix)
  - Atlantic Ocean - The Cycle Of Life (Discodroids Remix)
  - Aven - All I Wanna Do (Ferry Corsten Remix)
  - Ayla - Ayla (Veracocha Remix)
  - Ayumi Hamasaki - A Song for XX (Ferry Corsten Chilled Mix)
  - Ayumi Hamasaki - Connected (Ferry Corsten Remix)
  - Ayumi Hamasaki - Kanariya (System F remix)
  - Ayumi Hamasaki - Whatever (System F Remix)
  - Azzido Da Bass - Dooms Night (Timo Maas Remix) (Ferry Corsten Edit)

- B
  - Ballyhoo feat. Xandra - Feelin' Good (Cada Club Mix)
  - BBE - Seven Days And One Week (Ferry Corsten Remix)
  - Binary Finary - 1999 (Gouryella Remix)
  - Blackwater - Deep Down (Dance Therapy Mix)
  - Blank & Jones - Flying To The Moon (Moonman Remix)
  - BT feat. JC Chasez - The Force Of Gravity (Ferry Corsten Bootleg Remake)

- C
  - Cape 4 - Africa (Ferry Corsten Remix)
  - Cascade - Transcend (Moonman's Trancedental Flight Remix)
  - Ceremony X feat. Enrico - Planet Of Dreams (Keep It Live) (Kinky Toys Remix)
  - Chestnut - Pot Of Gold (Ferry Corsten Remix)
  - Chiara - Guardian Angel (Dance Therapy Remix)
  - Chiara - Nowhere To Run (Moonman Remix)
  - Corderoy - Sweetest Dreams (Ferry Corsten Remix)
  - Coco & StoneBridge - The Beach (Riptide's Absolute Pressure Mix)
  - Cosmic Gate - The Truth (Ferry Corsten Remix)
  - Crooklyn Clan vs. DJ Kool - Here We Go Now (Dance Therapy Remix)
  - Cygnus X - The Orange Theme (Moonman's Orange Juice Mix)

- D
  - De Bos - Chase (Pulp Victim's Chase Remix)
  - De Bos - On The Run (Pulp Victim Remix)
  - Desiderio - Starlight (Ferry Corsten Remix)
  - Digital Control - Dreams Last For Long (Ferry Corsten vs. Night & Day Remix)
  - Digital Control - Dreams Last For Long (Pulp Victim Extended Remix)
  - Digital Control - Dreams Last For Long (Vincent de Moor vs. Pulp Victim Remix)
  - Discodroids - Energy (Moonman Remix)
  - DJ Philip - Heaven (Moonman Remix)
  - Dreamon - The Beat (A Jolly Good Remix)
  - Duran Duran - (Reach Up For The) Sunrise (Ferry Corsten Dub Mix)

- E
  - E.F.O. - Now (Moonman's Flashover Mix)
  - Electrique Boutique - Revelation (Ferry Corsten Remix)
  - Elles De Graaf - Show You My World (Ferry Corsten Remix)
  - Every Little Thing - For The Moment (Ferry Corsten Remix)
  - Evoke - Arms Of Loren (Ferry Corsten Remix)

- F
  - F Massif - Somebody (Ferry Corsten Remix)
  - F-Action - Thanks To You (Ferry Corsten Remix)
  - Faithless feat. Boy George - Why Go (Ferry Corsten Remix)
  - FB - Who's Knockin' (Feat. Edun) (Ferry Corsten Remix)
  - Fearless - Inca (Ferry Corsten Remix)
  - Ferry Corsten - It's Time (Ferry Corsten's Flashover Remix)
  - Ferry Corsten feat. Howard Jones - Into The Dark (Ferry Fix)
  - Ferry Corsten & Ramin Djawadi - Prison Break Theme (Ferry Corsten's Breakout Mix)
  - Ferry Corsten - Rock Your Body, Rock (Ferry Corsten Remix)
  - Ferry Corsten - Sweet Sorrow (Ferry Corsten Fix)
  - Ferry Corsten - Sweet Sorrow (Ferry Corsten Extended Album NEW Fix [10 min 58 s])
  - Ferry Corsten feat. Guru - Junk (Ferry Corsten's Flashover Remix)
  - Ferry Corsten feat. Shelley Harland - Holding On (Ferry Corsten's Flashover Remix)
  - Ferry Corsten feat. Simon Le Bon - Fire (Ferry Corsten's Flashover Remix)
  - Fischerspooner - Never Win (Benny Benassi Remix) (Ferry Corsten Edit)
  - Formologic - My X-Perience (Moonman Remix)
  - Freakyman - Discobug '97 (Got The Feelin' Now) (Dance Therapy Remix)
  - Future Breeze - How Much Can You Take (Ferry Corsten Remix)
  - Future Breeze - Smile (Ferry Corsten Remix)

- G
  - « Gouryella » - Ligaya (Ferry Corsten Remix)
  - « Gouryella » - Walhalla (System F 'In Walhalla' Remix)

- H
  - Hole In One - Amhran In 7th Phase (Ferr's Subliminal Remix)
  - Hole In One - Ride The Moon (Starcruise Remix)
  - Hole In One - Yoga Session (The Tellurians Mix)
  - Hole In One - (Lets') Ride the Moon (Ferry Corsten's Starcrusise Fix NEW [11 min 01 s])

- K
  - Kai Tracid - Conscious (Ferry Corsten Remix)
  - Kamaya Painters - Endless Wave (Albion Remix)
  - Klubbheads - Klubbhopping (A Jolly Good Remix)
  - Kosheen - Catch (Ferry Corsten Remix)

- L
  - Libra Presents Taylor - Anomaly (Calling Your Name) (Ferry Corsten Remix)
  - Lighthouse Family - Happy (Ferry Corsten Remix)
  - Liquid Child - Return Of Atlantis (Ferry Corsten Remix)
  - Love Child - Liberta (Moonman Remix)
  - Luis Paris - Incantation (Ferry Corsten & Robert Smit Remix)

- M
  - Marc et Claude - I Need Your Lovin' (Ferry Corsten Remix)
  - Marc et Claude - La (Moonman's Flashover Mix)
  - Marc et Claude - Ne (Moonman's Flashover Mix)
  - Marco Borsato - De Bestemming (Ferry Corsten Remix)
  - Matt Darey - Liberation (Fly Like An Angel) (Feat. Marcella Woods) (Ferry Corsten Remix)
  - Mind One - Hurt Of Intention (Ferry Corsten Remix)
  - Moby - In My Heart (Ferry Corsten Remix)
  - Moby - Why Does My Heart Feel So Bad (Ferry Corsten Remix)
  - Moonman - Don't Be Afraid (Ferr Remix) + (Moonman Remix) + (Ferry Corsten '99 Remix)
  - Mother's Pride - Learning To Fly (Moonman Remix)
  - Movin' Melodies - Fiesta Conga '98 (Dance Therapy Remix)
  - Mr. S. Oliver - Funkin' Down The Track (The Best DJ) (Moonman Remix)

- N
  - Nance - Kiss It! (Dance Therapy Remix)
  - Nick K - Fluctuation (Ferry Corsten Remix)

- O
  - OceanLab feat. Justine Suissa - Clear Blue Water (Ferry Corsten Remix)

- P
  - Paradiso - Shine (Dance Therapy Club Mix)
  - Peplab - Welcome To The Bear (Ferry Corsten Remix)
  - PF Project Feat. Ewan McGregor - Choose Life (Ferry Corsten Remix)
  - Pirate - Leaving The Sun Feat. Bob Dylan (Ferry Corsten Remix)
  - Public Enemy - Bring The Noise (Radio Edit)
  - Public Enemy - Bring The Noise (Extended Mix)
  - Pulp Victim - The World
  - Pulp Victim - The World '99 (Moonman Remix)
  - Push - Universal Nation 1999 (Ferry Corsten Remix)
  - Push - Universal Nation 2003 (Ferry Corsten Remix)

- R
  - R.O.O.S. - Body, Mind & Spirit (Dance Therapy Club Remix)
  - R.O.O.S. - Instant Moments (Waiting For) (Dance Therapy Club Remix)
  - Rachel - Is It Wrong Is It Right?
  - Rainy City Music - Deep Space (The Discovery) (« The Tellurians » Remix)
  - Rank 1 - Awakening (Ferry Corsten Remix)
  - Ransom - My Dance (Ferry Corsten Remix)
  - Raya Shaku - The Rising Sun (Ferr Remix)
  - Roger Goode - In The Beginning Again (Ferry Corsten Remix)
  - Ronald Clark - Speak To Me (Rainy City's Tellurian Revamp Mix)

- S
  - Sex U All - Nasty Girl (Nasty Groove Mix)
  - Shiny Toy Guns - Le Disko (Ferry Corsten Mix)
  - Solange - Messages (Gouryella Remix)
  - Starparty - I'm In Love (Ferry Corsten Remix)
  - Starparty - I'm In Love (Ferry Corsten & Robert Smit Remix)
  - StoneBridge - Freak On (Feat. Ultra Nate) (Ferry Corsten Remix)
  - Subsola - So Pure (Ferry Corsten Remix)
  - Sundance - Sundance (Moonman Remix)
  - System F - Cry (DotNL Mix)
  - System F - Cry (Ferry Corsten Club Remix)
  - System F - Insolation (Ferry Corsten's Flashover Remix)
  - System F - Out Of The Blue (System F's 5AM Remix)
  - System F - Masquerade (Ferry Corsten's Flashover Remix)

- T
  - Techno Matic - It's Time To Party (Spirit Of Adventure Remix)
  - Telex - Radio Radio (The Tellurians Mix)
  - The Gatekeepers - Widdeldiduu (Roef Mix)
  - The Generator - Where Are You Now (Moonman Remix)
  - The Killers - Human (Ferry Corsten Club Mix)
  - The Space Brothers - Forgiven (I Feel Your Love) (Pulp Victim Remix)
  - The Tellurians - Space Is The Space (Barbarella Strikes Back Mix)
  - The Tellurians - Space Is The Space (Deep Space Is The Place Mix)
  - The Thrillseekers - Synaesthesia 2004 (Ferry Corsten Remix)
  - The Timeless Love On Orchestra - I Feel Love (The Tellurians House Mix)
  - Tony Walker - Field Of Joy (Ferry Corsten Remix)
  - Topcat - Chicago (Pulp Victim Remix)
  - Trance Induction - ET Welcome Song '99 (Ferry Corsten Remix)
  - Two Phunky People - DJ Killa! (Moonman Remix)

- U
  - U2 - New Year's Day (Ferry Corsten Remix)

- V
  - Vanessa Aman - Wishin' On A Star (Drum N' Bass Therapy Mix)
  - Vincent de Moor - Orion City (Moonman's Drift Remix)

- W
  - Waldo - The Look (Cada's Jungle Mix)
  - William Orbit - Barber's Adagio For Strings (Ferry Corsten Remix)
  - William Orbit - Barber's Adagio For Strings (NEW Remix)(Ferry Corsten's Fix) (9 min 45 s)
  - William Orbit - Ravel's Pavane Pour Une Infante Defunte (Ferry Corsten Remix)

- Y
  - Yoji Biomehanika - Theme From Bangin' Globe (System F Remix)
  - Yosh presents @-Large - Groundshaker (« Discodroids » Remix)

La liste des remixes est incomplète.